# Teodor Moga
Teodor Moga (n. 1873, Frata, comitatul Cluj, Regatul Ungariei – d. 1948, RPR) a fost un delegat în Marea Adunare Națională de la Alba Iulia, organismul legislativ reprezentativ al „tuturor românilor din Transilvania, Banat și Țara Ungurească”, cel care a adoptat hotărârea privind Unirea Transilvaniei cu România, la 1 decembrie 1918.

## Activitatea politică
Teodor Moga, nu doar agricultor în satul său de proveniență, Frata, ci se deosebește prin funcția de delegat ales de către Cercul electoral Cojocna ca reprezentant la Marea Adunare Națională din Alba Iulia de la 1 decembrie 1918, fiind ales mai apoi și membru în Comitetul Național Român din Frata, sfârșind din viață în anul 1948..